# 静岡県立焼津水産高等学校
静岡県立焼津水産高等学校（しずおかけんりつ やいづすいさんこうとうがっこう）は、静岡県焼津市焼津にある県立水産高等学校。

## 設置学科
静岡県立焼津水産高等学校ホームページ「学校パンフレット」より引用。
本科
- 海洋科学科(定員80名)　2クラス（平成26年度入学生より）40名→80名定員になった。

2年次より工学類型・開発類型・機関類型・航海類型に分かれて学習する。
1. 機関類型、航海類型では、2年次と3年次にそれぞれ約1か月間の乗船実習を実施する。
2. 機関類型、航海類型を卒業すると5級海技士の筆記試験が免除となる。ただし、乗船履歴が不足しているので、免許を取得するためには卒業後に船員として働き所定の乗船履歴を満たす必要がある。
3. 開発類型では、ダイビングやマリンスポーツを中心に海洋学への関心を高め、海洋全般への知識を高める。
4. 工学類型では、機械、電気、設計などについて学習し、機械メーカーや造船業など陸上エンジニアになるための学習をする。(工業高校の学習内容に近い。)

- 食品科学科(定員40名)

1. 実践的な食品製造、食品加工技術について学習する。
2. マグロ油漬け缶詰(ツナ缶)、みかんのシラップ漬け缶、海苔の佃煮などを製造する実習がある。
3. 製造実習製品は、水高祭(文化祭)や流通情報科の模擬会社「フィッシュパラダイス魚国(うおこく)」が出店した際に数量限定で販売される。
4. 中遠調理師専門学校(御前崎市)とのダブルスクールによって在学中に調理師免許を取得することが可能である。[2]

- 栽培漁業科(定員40名)

1. 水産生物の生産から魚の生態や生産技術、海洋環境について学習する。
2. 学校内で最大級の施設である臨海実習場にて海水魚のみならず淡水魚やスッポンなどを養殖し各生物の生態を学ぶ。
3. 栽培漁業学科の生徒が持ち回りで担当する「池当番」という制度があり、当番となった日は、学校登校前及び下校後に臨海実習場に向かい、飼育魚の管理を行う。

- 流通情報科(定員40名)

1. 流通、販売、商品開発などについて学習する学科である。
2. 「フィッシュパラダイス魚国(うおこく)」という模擬会社を設立して、生徒が社長や部長などの役職に就き会社経営の基礎を学習する。
3. 魚国では流通情報科が製造・発案した商品の他に食品科学科が製造した実習製品も販売する。

専攻科
- 航海工学科（航海）(機関専攻と合わせて定員15名)
- 航海工学科（機関）(航海専攻と合わせて定員15名)

1. 3級海技士免状の取得を目指し本科課程を卒業後に進学できる。
2. 海洋科学科の航海類型、機関類型を卒業した生徒の中で希望者が進学する。(小論文及び面接の入学試験がある。)
3. 海上技術短期大学校のように航海、機関両方の免状を取得することはできない。どちらか一方を専攻して学習する。
4. 他学科からの編入も不可能ではないが、編入の場合は3級海技士の口述試験に必要となる乗船履歴が満たせないため他学科から編入するメリットは全くない。
5. 専攻科では、専攻科1年生の4月から2年生の6月まで1年3か月間の乗船実習を行い、2年生の7月から3月までの9か月間学校に登校し座学を履修する。
6. 専攻科卒業と同時に各地方運輸局で3月に実施される臨時海技士試験の口述試験を受験し合格することで3級海技士免状を取得した状態で船会社就職できる。
7. 機関専攻科の場合、取得できる海技士免状は「内燃機関3級海技士(機関)」免状になる。

## 施設・設備
静岡県立焼津水産高等学校ホームページ　「施設・設備紹介」より引用。
- 海洋工学センター(学校敷地内)　- 海洋科学科の機関実習で使用。赤阪鐵工所製実習用機関やアーク溶接機、ガス溶接機、旋盤などの材料工作機器、材料実験実習室などを備える。
- 製造実習工場(学校敷地内) - 食品科学科の製造実習で使用。　レトルト殺菌器、真空巻締機、低温殺菌器など食品製造に関係する機器を備える。
- 臨海実習場(焼津市小川3628) - 栽培漁業科の実習で使用。学校から少し離れた小川漁港に面する場所にあり、金魚や鯉などの淡水魚や鯛などの海水魚、ウナギを飼育する。
- マリン技術実習棟(焼津市小川番地不明) - 臨海実習場より港を挟んで向かいにある。海洋科学科の実習やカッター部の練習で使用する。ダイビング機材やカッターボート、小型船舶操縦士養成用の実習艇がある。

- 六星寮(学校敷地内) - 学科を問わず県内遠方や県外からの高校1年生から3年生までが共同で生活する。寮内設備の都合上、男子生徒のみ入寮できる。
- 実習船やいづ　　　　カツオ一本釣り実習を行う550トン級漁業実習船。
- 実習船リサーチ　　　1級小型船舶操縦士の実技実習に使用される19トン型の小型船舶。
- 実習艇(10トン未満)　「リサーチⅡ」「水高丸」「水高丸2」の3隻を保有している。リサーチと同じく1級小型船舶操縦士の実技実習に使用される。海洋工学センター内実習用機関(水高祭一般公開時に撮影)

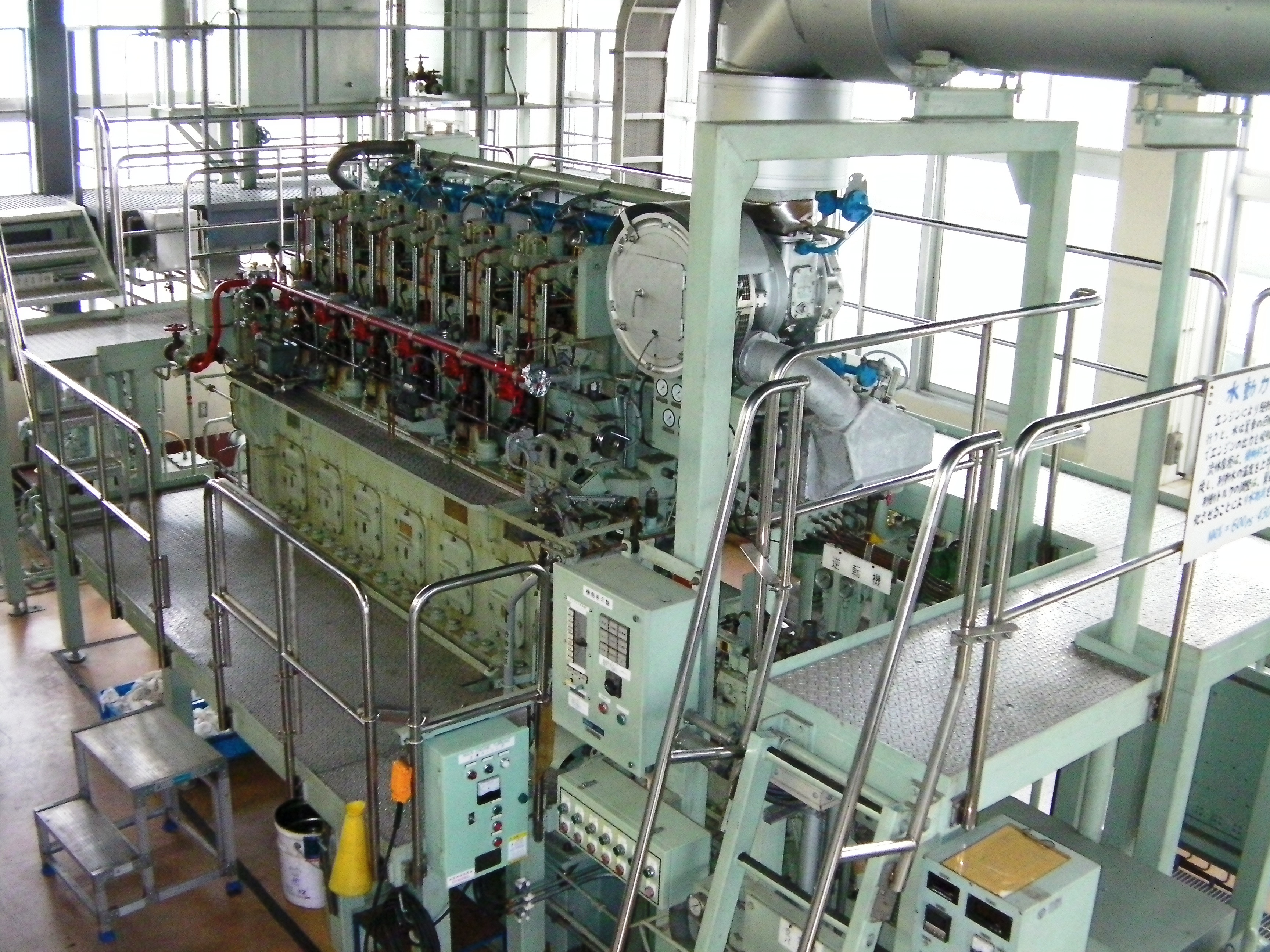
海洋工学センター内実習用機関(水高祭一般公開時に撮影)

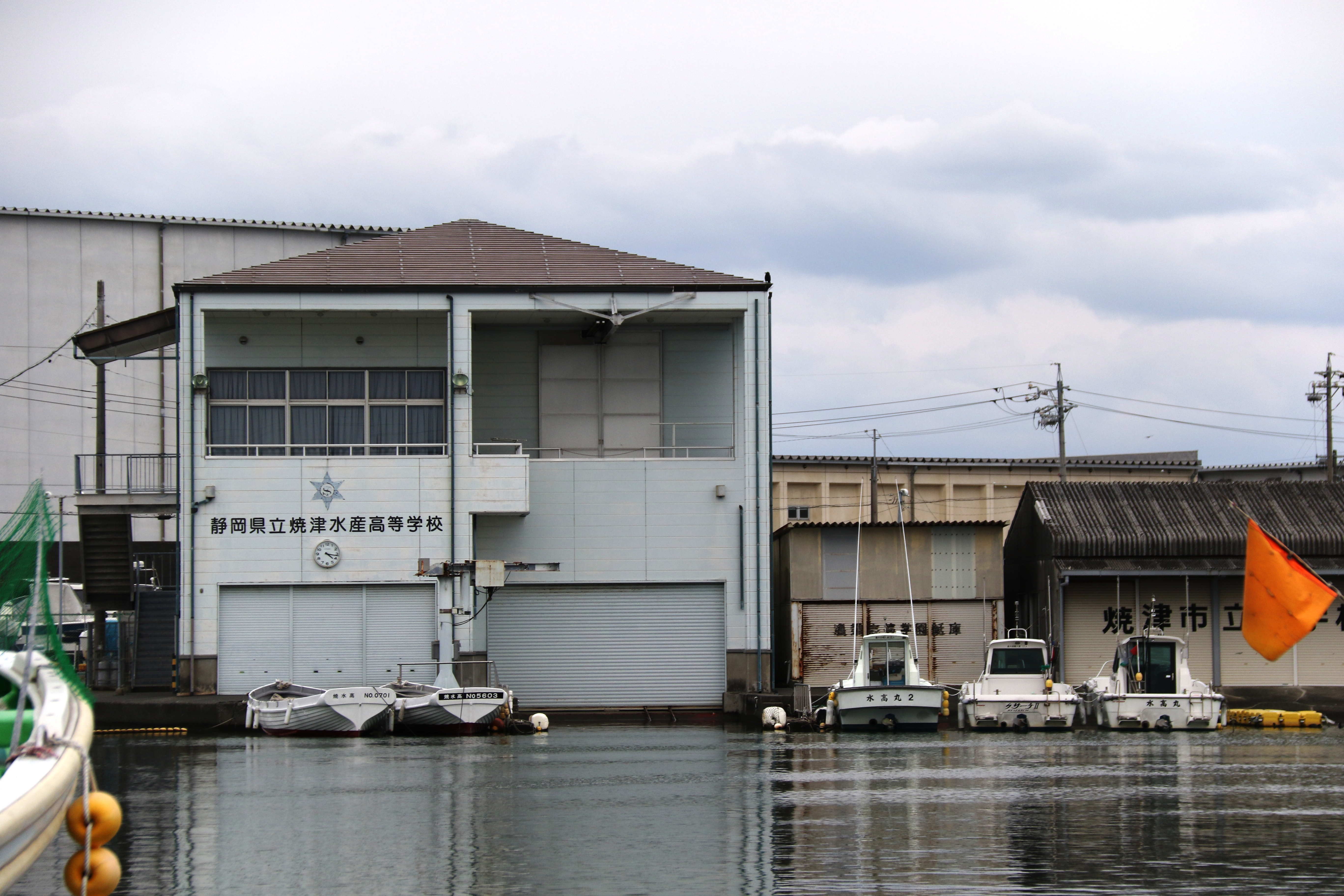
マリン技術実習棟

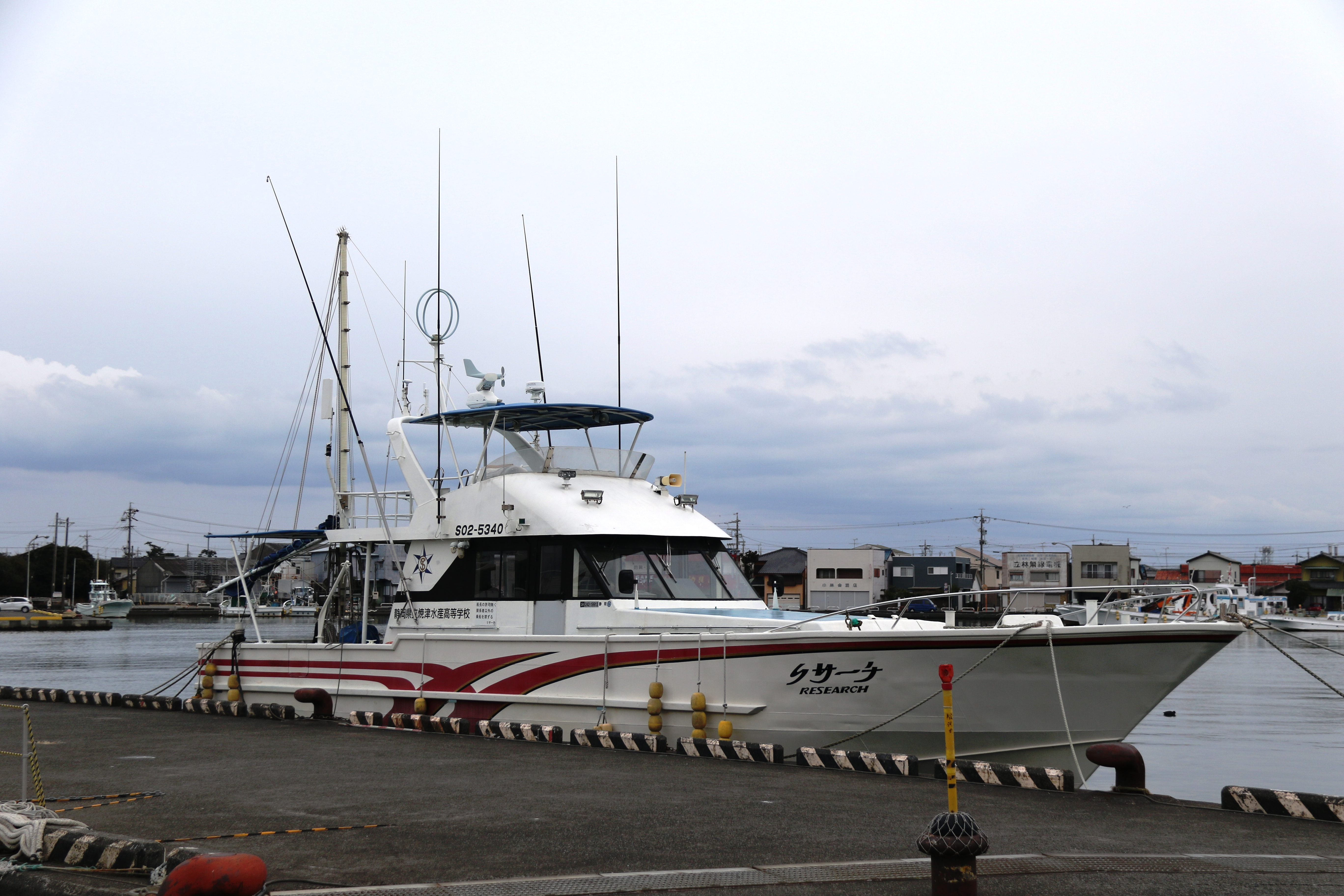
実習船リサーチ

## 沿革
- 1922年（大正11年） - 焼津町立焼津水産学校として設立
- 1925年（大正14年） - 県立移管、静岡県立焼津水産学校と改称
- 1929年  (昭和4年)　 - 静岡県水産試験場(現・静岡県水産海洋技術研究所)の技士が、焼津水産学校の教員や生徒と共に学校の生産設備を利用して日本初のマグロ油漬缶詰を発案し生産する。[4]
- 1948年（昭和23年） - 静岡県立焼津水産高等学校と改称
- 1984年  (昭和59年)  - 三級海技士（航海）、内燃機関三級海技士（機関）、五級海技士（航海）、内燃機関五級海技士（機関）、 第一種養成施設及び免許講習機関として指定される。
- 2013年  (平成25年)  - 静岡県立藤枝特別支援学校焼津分校（併設）開校

## 静岡県外からの生徒の受け入れ
静岡県教育委員会規則により、県外生徒の受験及び入学受け入れについては、「保護者と一緒に転居」「隣接県の自宅から静岡県内の高校の方が近い場合」を条件としているが、焼津水産高校に関しては、水産系学科のない近隣他県(山梨県、長野県、岐阜県など)からの入学に限り、前述の条件を適用しない事が特例で認められている。

## 部活動
静岡県立焼津水産高等学校ホームページより引用。

### 運動部
- 応援委員部
- 野球部
- サッカー部
- 女子バレー部
- ラグビー部
- 剣道部
- 相撲部
- レスリング部
- 弓道部
- 男子バスケットボール部
- 女子バスケットボール
- バドミントン部
- カッター部
- カヌー部

### 文化部
- 吹奏楽部
- 演劇部
- 家庭ボランティア部
- 生物部
- メタルクラフト部
- 食品研究部
- 海洋部(フィッシング班)
- 海洋部(ダイビング班)

## 部活動の実績
野球部
- 第10回明治神宮野球大会出場（1979年）

弓道部
- 第27回全国高等学校総合体育大会弓道競技大会男子団体優勝（1982年）

## 著名な出身者
- 増田正一 - 元日本鰹鮪連合組合会長
- 小野達也 - 元伊東市長、水産会社社長
- 服部毅一 - 元静岡県議会議長、元焼津市長
- 片山伸次 - 元大相撲力士
- 石原忠一 - 石原水産株式会社創業者
- 増井好男 - 東京農業大学名誉教授（水産経済学）

## アクセス
- しずてつジャストライン一色和田浜線 ｢水産高校前｣停留所から、徒歩3分